# Mio
Mio é uma Região censo-designada localizada no estado americano de Michigan, no Condado de Oscoda.

## Demografia
Segundo o censo americano de 2000, a sua população era de 2016 habitantes.

## Geografia
De acordo com o United States Census Bureau tem uma área de
21,0 km², dos quais 19,3 km² cobertos por terra e 1,7 km² cobertos por água. Mio localiza-se a aproximadamente 311 m acima do nível do mar.

## Localidades na vizinhança
O diagrama seguinte representa as localidades num raio de 40 km ao redor de Mio.